# Kernmaterialüberwachung

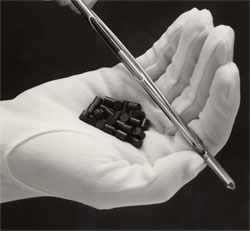
Überwachungspflichtiger Kernbrennstoff; Ende eines Brennstabes und ungebrauchte Uranoxid-Pellets

Die Kernmaterialüberwachung dient dem Schutz vor den Gefahren, die durch Kernbrennstoffe in falscher Hand entstehen (beispielsweise durch illegales Verschieben solcher Stoffe in Länder, die eine nukleare Bewaffnung anstreben). Mit ihrer Hilfe wird der Verbleib von spaltbarem Material kontrolliert.

## Gesetzliche Grundlagen
Die wichtigste Grundlage der Kernmaterialüberwachung in den Industrieländern ist jeweils ein entsprechendes Gesetz, beispielsweise das deutsche oder das Schweizer Atomgesetz oder der Euratom-Vertrag bzw. die Euratom-Verordnung. Da alle Kernbrennstoffe – oft nur schwach – radioaktive Stoffe sind, spielt daneben auch jeweilige Gesetze oder Verordnungen eine Rolle.
§ 85 der deutschen Strahlenschutzverordnung (StrlSchV) regelt rechtlich die Mitteilungspflichten über Gewinnung, Erzeugung, Erwerb, Abgabe und sonstigen Verbleib sowie den Bestand an radioaktiven Stoffen einschließlich der erforderlichen Buchführung. Während dieser Umgang (Gewinnung, Erzeugung, …) mit radioaktiven Stoffen innerhalb eines Monats der zuständigen Behörde mitzuteilen ist, erfolgt die Mitteilung des Bestands an radioaktiven Stoffen (Inventur) am Ende jeden Kalenderjahres.
Neben nationalen Rechtsvorschriften unterliegt die Kernmaterialüberwachung internationalen Verpflichtungen. In Deutschland, den anderen Staaten der EU sowie in der Schweiz wird die Kernmaterialüberwachung von Euratom und IAEO (Internationale Atomenergie-Organisation) durchgeführt.
Dabei wird die Überwachung durch Euratom und die Meldepflichten über Zu- und Abgänge an Kernmaterial in der Euratom-Verordnung 302/2005 geregelt und in den zugehörigen besonderen Kontrollbestimmungen für die einzelnen Anlagen im Einzelnen festgelegt.
Die Maßnahmen stehen im Zusammenhang mit dem Bestreben, die Weiterverbreitung (Proliferation) von Kernwaffen möglichst zu verhindern und die unerlaubte Entnahme zu entdecken. Dazu werden organisatorische und physikalische Prüfmethoden eingesetzt.
Die Überwachung der Nichtverbreitung dient der Verifikation der Richtigkeit der von einem zu überwachenden Staat verlangten Deklarationen durch regionale (EURATOM) oder internationale (IAEO) Organisationen.
Die Safeguards basieren auf folgenden Bestimmungen:
1. Vertrag zur Gründung der Europäischen Atomgemeinschaft EURATOM, Kapitel VII:
Artikel 77: Die Kommission hat … sich zu vergewissern, dass die … besonderen spaltbaren Stoffe nicht zu anderen als den von ihren Benutzern angegebenen Zwecken verwendet werden.
Artikel 81: Soweit dies für die Überwachung erforderlich ist, haben die Inspektoren … jederzeit zu allen Orten, Unterlagen und Personen Zugang …
2. Vertrag über die Nichtverbreitung von Kernwaffen (NPT):
Artikel II: Verzicht auf Annahme, Herstellung und Erwerb von Kernsprengkörpern
Artikel III: Verpflichtung zur Annahme von Sicherungsmaßnahmen für Nichtkernwaffenstaaten nach Maßgabe der IAEO-Satzung, Musterabkommen INFCIRC/153 corr.
3. Verifikationsabkommen INFCIRC/193 (entspricht dem Musterabkommen INFCIRC/153 corr.):
Artikel 28: Ziel … der Sicherungsmaßnahmen ist die rechtzeitige Entdeckung der Abzweigung signifikanter Mengen Kernmaterials von friedlichen nuklearen Tätigkeiten für die Herstellung von Kernwaffen und sonstigen Kernsprengkörpern … sowie die Abschreckung von einer solchen Abzweigung durch das Risiko frühzeitiger Entdeckung.
Zu den Pflichtangaben bei den monatlichen Bestandsänderungsmeldungen an Euratom gehören u. a.:
- der Absender und Empfänger,
- das Datum des Transports,
- ein von der o. g. Euratom-Verordnung vorgegebener Materialformcode, der angibt, ob es sich bei dem Kernmaterial z. B. um Pulver, flüssigen Abfall oder Brennstoff handelt,
- das Gewicht des Kernbrennstoffs.

Für die Genauigkeit der Gewichtsangaben für die regelmäßigen Meldungen an Euratom sind laut o. g. Euratom-Verordnung Gewichtsangaben in Gramm unter Beachtung der Rundungsregeln ausreichend.
Die IAEO kontrolliert hingegen auf Basis des Verifikationsabkommens zwischen der Bundesrepublik Deutschland und der Europäischen Atomgemeinschaft. In diesem Abkommen und seinen Ergänzungen sind die Bedingungen und Umstände für die Kontrolle durch die IAEO festgelegt.

## Kernmaterialbuchführung
Die Überwachung des Kernmaterials ist erst durch eine Buchführung durch den Inhaber einer Genehmigung zum Umgang mit radioaktiven Stoffen möglich. Daher ist beim Umgang mit radioaktiven Stoffen bzw. Kernmaterial, neben der Pflicht zur regelmäßigen Mitteilung des Kernmaterialbestandes an die zuständige Behörde (s. o.) bzw. Euratom eine Buchführung vorgeschrieben (§ 85 der deutschen Strahlenschutzverordnung (StrlSchV), Art. 7 Euratom-Verordnung Nr. 302/2005).
Der durch die Buchführung zu erfassende reale Bestand an Kernmaterial ist nach der Festlegung der Euratom-Verordnung Nr. 302/2005 die physikalisch gemessene oder die berechnete Kernmaterialmenge, da nicht immer die physikalische Erfassung der genauen Kernmaterialmenge z. B. durch Wiegen möglich ist.  So werden beispielsweise anerkannte Berechnungsmethoden zur Bestandserfassung des durch die Nutzung („Abbrand“) der Brennelementen eines Kernkraftwerk sich ändernden Gewichts verschiedener Uranisotope eingesetzt.

## Durchführung der Kernmaterialüberwachung

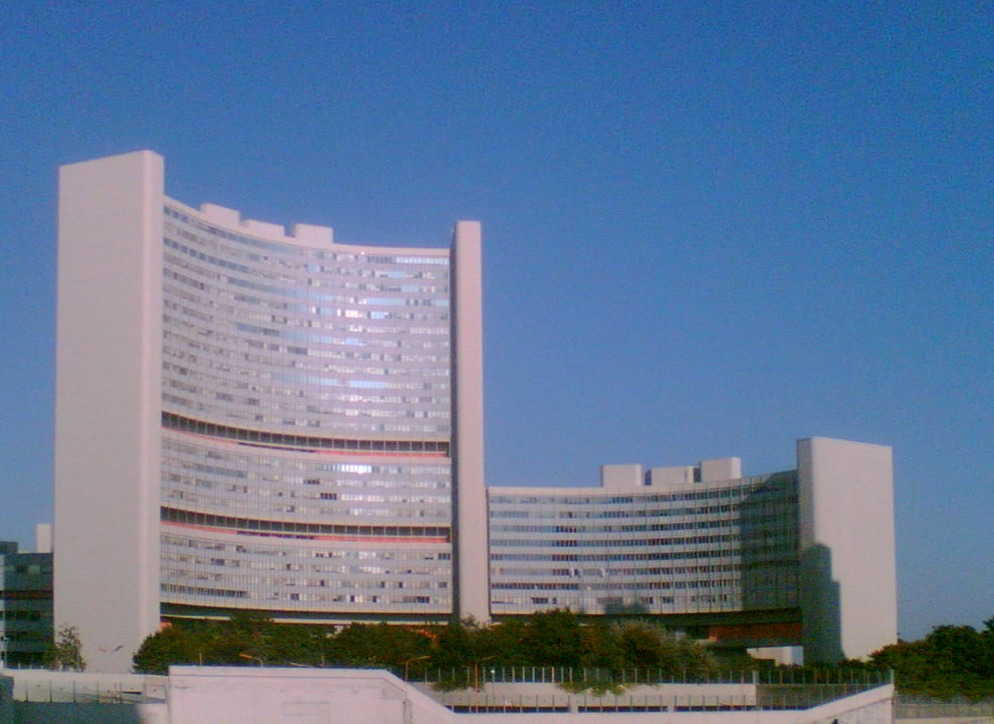
Sitz der IAEO in Wien

Die Kernmaterialüberwachung setzt in regelmäßigen Inspektionen organisatorische und physikalische Prüfmethoden zur Überwachung der vorhandenen Materialmassen ein. Bei Entdeckung von Bestandsänderungen muss die Herkunft bzw. der Verbleib des Materials nachgewiesen werden.
Die Inspektionen erfolgen in Deutschland durchweg durch internationale Organisationen mit eigenen Buchführungs- und Meldepflichten, nämlich EURATOM und IAEO.
- Die Überwachung durch Euratom wird in der Euratom-Verordnung 302/2005 geregelt und in den besonderen Kontrollbestimmungen im Einzelnen festgelegt. Sie beruht auf der rechtlichen Konstruktion, dass innerhalb der EU alle Kernbrennstoffe (mit Ausnahme von militärisch genutzten) „Eigentum“ der EURATOM-Versorgungsagentur und formal von dieser zur Verwendung gepachtet sind.
- Die Internationale Atomenergiebehörde IAEO, die Bundesrepublik Deutschland und die Europäische Atomgemeinschaft haben ein Verifikationsabkommen abgeschlossen. In diesem Abkommen und seinen Ergänzenden Abmachungen, die die anlagenspezifischen Anhänge (Facility Attachments) enthalten, sind die Modalitäten für die Kontrolle durch die IAEO festgelegt.

Auf diese Weise wird jeder Bestand an Kernbrennstoff in der Bundesrepublik unabhängig voneinander von der EURATOM und von der IAEO überwacht.